# 四国中央市立中之庄小学校
四国中央市立中之庄小学校（しこくちゅうおうしりつ なかのしょうしょうがっこう）は、愛媛県四国中央市中之庄町にある小学校。

## 沿革
- 1890年 - 創立
- 1941年 - 中之庄村立中之庄国民学校と改称
- 1944年 - 三島町立中之庄国民学校と改称
- 1947年 - 三島町立中之庄小学校と改称
- 1954年 - 伊予三島市立中之庄小学校と改称
- 2004年 - 四国中央市立中之庄小学校と改称

## 通学区域
- 四国中央市[1]
  - 中之庄町（全域）
  - 具定町（全域）

## 進学先の中学校
- 四国中央市立三島西中学校（全域）[2]

## 通学区域内にある施設
- 愛媛県立看護専門学校
- 公立学校共済組合四国中央病院三島医療センター
- 四国中央医療福祉専門学院
- 伊予三島運動公園
- 国道11号
- 高知県道・愛媛県道6号高知伊予三島線

など。

## 通学区域が隣接している学校
- 四国中央市立三島小学校
- 四国中央市立中曽根小学校
- 四国中央市立寒川小学校